# Boss Open 2023 - Qualificazioni singolare
Le qualificazioni del singolare maschile del Boss Open 2023 sono state un torneo di tennis preliminare per accedere alla fase finale della manifestazione. I vincitori dell'ultimo turno sono entrati di diritto nel tabellone principale. In caso di ritiro di uno o più giocatori aventi diritto a questi sono subentrati i lucky loser, ossia i giocatori che hanno perso nell'ultimo turno ma che avevano una classifica più alta rispetto agli altri partecipanti che avevano comunque perso nel turno finale.

## Teste di serie
1. Christopher Eubanks (qualificato)
2. Márton Fucsovics (qualificato)
3. Roman Safiullin (primo turno)
4. Borna Gojo (qualificato)

1. Radu Albot (ultimo turno)
2. Yosuke Watanuki (qualificato)
3. Antoine Bellier (ultimo turno)
4. Altuğ Çelikbilek (ultimo turno)

## Qualificati
1. Christopher Eubanks
2. Márton Fucsovics

1. Yosuke Watanuki
2. Borna Gojo

## Tabellone

### Sezione 1
|  | Primo turno | Primo turno         | Primo turno | Primo turno | Primo turno |  |  | Ultimo turno | Ultimo turno        | Ultimo turno        | Ultimo turno | Ultimo turno |  |
|  |             |                     |             |             |             |  |  |              |                     |                     |              |              |  |
|  | 1           | Christopher Eubanks | 4           | 6           | 6           |  |  |              |                     |                     |              |              |  |
|  | Alt         | Benjamin Lock       | 6           | 4           | 2           |  |  | 1            | Christopher Eubanks | Christopher Eubanks | 7            | 7            |  |
|  | Alt         | Hugo Gaston         | Hugo Gaston | 2           | 0           |  |  | 5            | Radu Albot          | Radu Albot          | 65           | 63           |  |
|  | 5           | Radu Albot          | Radu Albot  | 6           | 6           |  |  |              |                     |                     |              |              |  |

### Sezione 2
|  | Primo turno | Primo turno      | Primo turno      | Primo turno | Primo turno |  |  | Ultimo turno | Ultimo turno     | Ultimo turno     | Ultimo turno | Ultimo turno |  |
|  |             |                  |                  |             |             |  |  |              |                  |                  |              |              |  |
|  | 2           | Márton Fucsovics | Márton Fucsovics | 6           | 6           |  |  |              |                  |                  |              |              |  |
|  |             | Louis Wessels    | Louis Wessels    | 3           | 1           |  |  | 2            | Márton Fucsovics | Márton Fucsovics | 6            | 6            |  |
|  | Alt         | Max Hans Rehberg | Max Hans Rehberg | 1           | 4           |  |  | 8            | Altuğ Çelikbilek | Altuğ Çelikbilek | 4            | 4            |  |
|  | 8           | Altuğ Çelikbilek | Altuğ Çelikbilek | 6           | 6           |  |  |              |                  |                  |              |              |  |

### Sezione 3
|  | Primo turno | Primo turno     | Primo turno     | Primo turno | Primo turno |  |  | Ultimo turno | Ultimo turno    | Ultimo turno    | Ultimo turno | Ultimo turno |  |
|  |             |                 |                 |             |             |  |  |              |                 |                 |              |              |  |
|  | 3           | Roman Safiullin | Roman Safiullin | 65          | 4           |  |  |              |                 |                 |              |              |  |
|  |             | Benjamin Hassan | Benjamin Hassan | 7           | 6           |  |  |              | Benjamin Hassan | Benjamin Hassan | 5            | 4            |  |
|  |             | Henri Squire    | 6               | 5           | 3           |  |  | 6            | Yosuke Watanuki | Yosuke Watanuki | 7            | 6            |  |
|  | 6           | Yosuke Watanuki | 4               | 7           | 6           |  |  |              |                 |                 |              |              |  |

### Sezione 4
|  | Primo turno | Primo turno     | Primo turno     | Primo turno | Primo turno |  |  | Ultimo turno | Ultimo turno    | Ultimo turno | Ultimo turno | Ultimo turno |  |
|  |             |                 |                 |             |             |  |  |              |                 |              |              |              |  |
|  | 4           | Borna Gojo      | 64              | 6           | 6           |  |  |              |                 |              |              |              |  |
|  | WC          | Mats Rosenkranz | 7               | 4           | 4           |  |  | 4            | Borna Gojo      | 5            | 7            | 6            |  |
|  |             | Vladyslav Orlov | Vladyslav Orlov | 3           | 4           |  |  | 7            | Antoine Bellier | 7            | 62           | 4            |  |
|  | 7           | Antoine Bellier | Antoine Bellier | 6           | 6           |  |  |              |                 |              |              |              |  |